# Imre Komora
Imre Komora (5. června 1940 Budapešť – 15. srpna 2024) byl maďarský fotbalista, jenž nastupoval především na postu záložníka. S maďarskou reprezentací vyhrál olympijský turnaj v roce 1964. Na olympiádě nastoupil ve všech pěti utkáních a v semifinále proti Egyptu vstřelil dvě branky. Ve stejném roce získal též bronzovou medaili na mistrovství Evropy. Za národní tým (nepočítáme-li olympijský výběr) nastoupil ke 2 utkáním, z nichž jedno bylo právě na Euru. Na klubové úrovni působil v Szombathelyi Haladás (1959–1960) a Honvédu Budapešť (1961–1972). Po skončení hráčské kariéry se stal trenérem, vedl v několika obdobích Honvéd, roku 1986 trénoval i národní tým. Rok působil i v řecké lize, kde vedl Olympiakos Pireus.